# Hattie Mahood

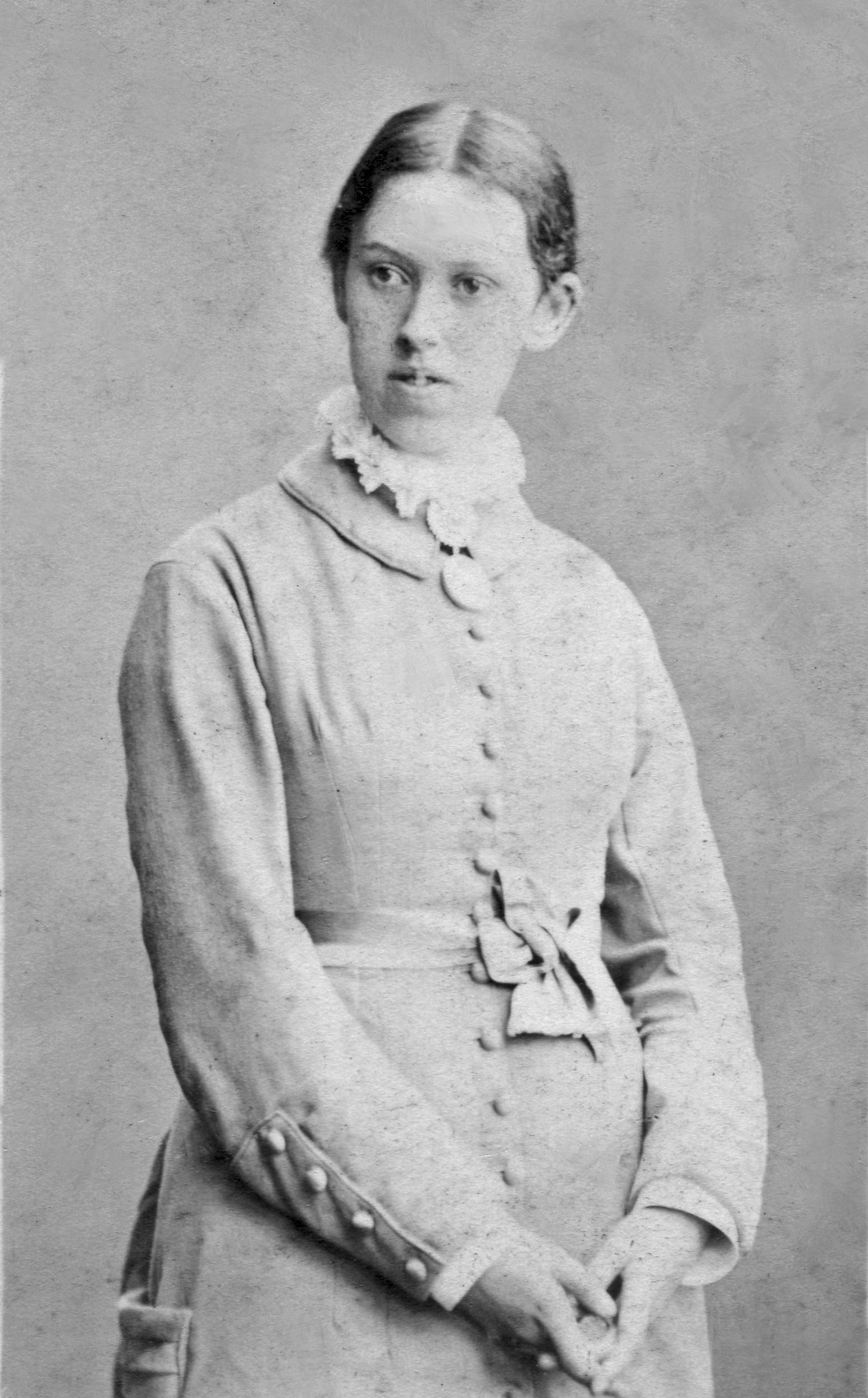
Hattie Mahood als junge Frau

Ronald McDougall, Hattie Mahoods Vater

Emma Mahood (geb. Rice), Hattie Mahoods Mutter

Inneres der Pembroke Chapel Liverpool (um 1910)

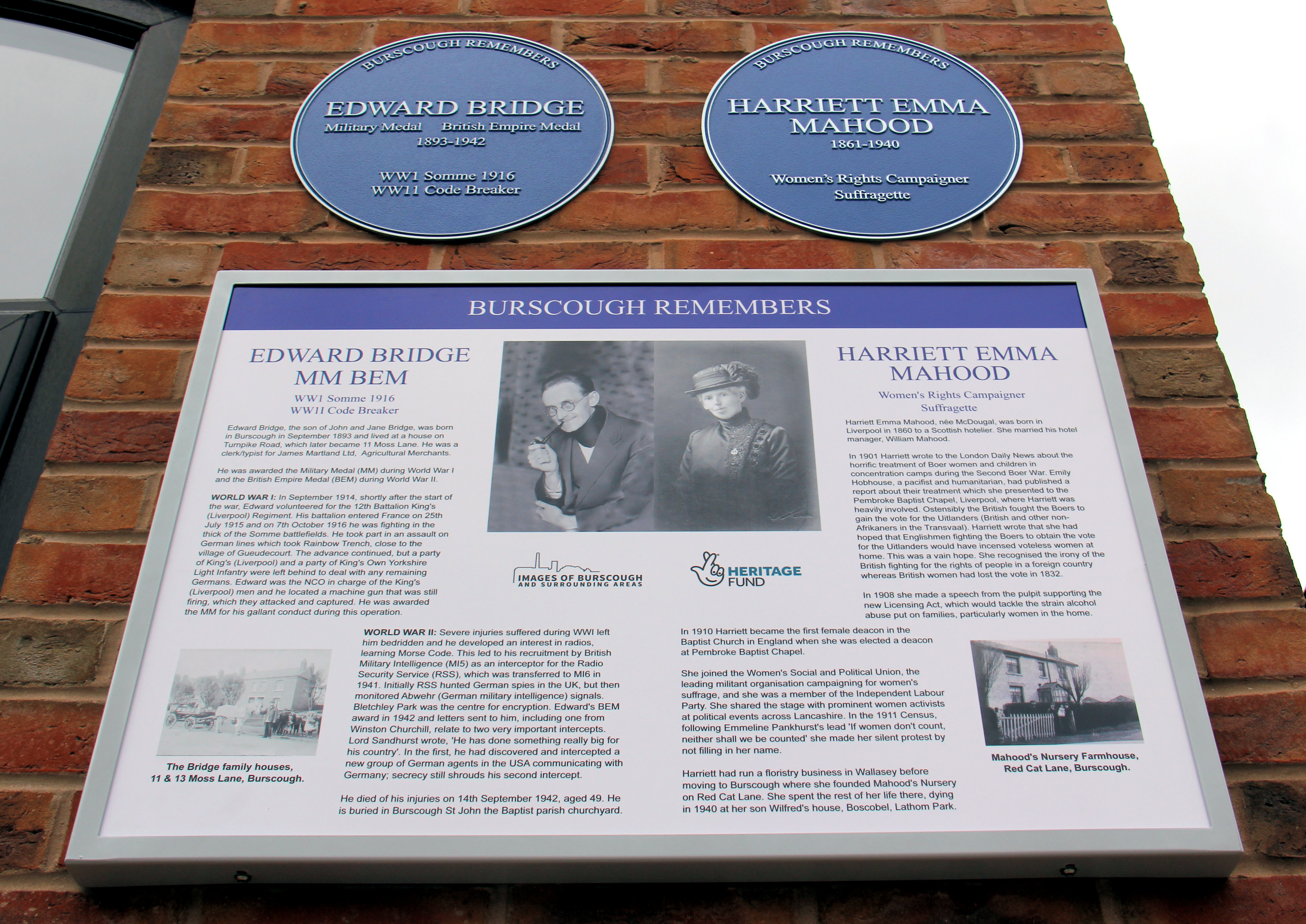
Blue Plaque für Edward Bridge und Harriett Emma Mahood in Burscough

Harriet Emma (Hattie) Mahood, geborene McDougall (* 23. November 1860 in Liverpool; † 2. April 1940 in Ormskirk) war eine englisch-britische Journalistin, Seelsorgerin, Frauenrechtsaktivistin und Suffragette. Sie war die erste weibliche Deacon in der Baptistenkirche und eine starke Unterstützerin der Abstinenzbewegung.

## Leben
Hattie Mahood kam in Liverpool als ältestes Kind des Hoteliers und Abstinenzlers Ronald McDougall (1837–1914) und dessen Ehefrau Emma, geborene Rice (1840–1868), zur Welt. Hatties Mutter starb 1868. Ihr Vater heiratete 1870 in zweiter Ehe Isabella Oliphant (1851–?). Aus den beiden Ehen gingen insgesamt 15 Kinder hervor.
Im Alter von 21 Jahren heiratete sie William Mahood, den Manager des väterlichen Hotels. Anstatt weiter im Hotelgeschäft tätig zu sein, gründeten sie eine Gärtnerei mit Blumen- und Obstgeschäft, zunächst im Raum Liverpool und später in London.
Im Jahr 1901 erschien ein Artikel von Mahood in der Zeitschrift The Forum. Er trug den Titel The Liberal Party: a menace to English democracy. Dies war einer von mehreren Artikeln, die sie für The Forum und Nineteenth century and after verfasste; ein weiterer war The Modesty of Englishwomen. Dieser Artikel wurde auch im Manchester Courier and Lancashire General Advertiser vom 3. April 1901 positiv besprochen, wo es hieß „Mrs. Mahood übt scharfe Kritik an den modernen Idealen“, und sie wird zitiert, dass sie „einen extremen Mangel an Zurückhaltung, Selbstachtung und Würde“ bei den Mädchen von damals anprangert.
Mahood war Mitglied der Baptistengemeinde Pembroke Chapel in Liverpool unter Reverend Charles F. Aked und erfuhr durch einen Bericht von Emily Hobhouse an die Gemeinde von den Bedingungen in den Konzentrationslagern, die die Briten für Männer, Frauen und Kinder der Buren in Südafrika eingerichtet hatten. Mahood schrieb später an die Daily News: „In den frühen Phasen des Kriegsfiebers hatte ich die Hoffnung, dass der Anblick von Engländern, die gegen die Buren in den Krieg ziehen, um das Wahlrecht für die Uitlander in Transvaal zu erlangen, zu viel für den Sinn für Humor der Frauen, der Uitlander der englischen Gesellschaft, gewesen wäre.“
Die Zusammenhänge zwischen Abstinenz bzw. Mäßigung im Allgemeinen und zeitgenössischen gesellschaftlichen Fragen waren Gegenstand einer Diskussion, die Mahood 1907 auf der Frühjahrskonferenz der Cheshire County Union der British Women’s Temperance Association eröffnete. Im darauf folgenden Jahr war sie eine der Rednerinnen, die sich für die Verabschiedung der Licensing Bill (Besteuerung von Alkohol) der Regierung im Parlament aussprachen. In der Parr Hall in Warrington, wo Hunderte von Menschen anwesend waren, sprach sich Mahood für dieses Gesetz aus, weil es „einen drastischen Schritt in der Reform der Abstinenz“ bedeute und „das Übel des Alkohols schon lange ein Fluch im Lande“ sei.
Bei der Wirral Women’s Suffrage Society beantragte Mahood im April 1908 auf der Versammlung an die Rednerin Alice Abadam, als die Wirral Women’s Suffrage Society dort der National Union of Women’s Suffrage Societies (NUWSS) beitrat und als verfassungsmäßig und überparteilich definiert wurde. Mahood sprach im Juni in der St. George’s Hall in Liverpool und im Juli 1908 zusammen mit Ada Broughton in Seacombe. Suffragist protest in court ist der Titel eines Zeitungsartikels aus demselben Jahr, in dem über ein Gerichtsverfahren berichtet wird, in dem Mahood eine von sechzehn Frauen aus der Region war, die formell die Teilnahme an den Parlamentswahlen beantragten, aber der Fall wurde letztendlich abgewiesen.
Mahood wurde 1910 zum ersten weiblichen Deacon in der Baptistenkirche in England ernannt. In der Meldung über diese Ernennung wird auch ihre Mitgliedschaft in der Pembroke Chapel erwähnt und sie als „glühende Verfechterin des Frauenwahlrechts“ beschrieben.
The ethics of militant tactics war das Thema eines Vortrags, den Mahood ebenfalls 1910 in New Brighton hielt. Im Juni sprach sie in Birkenhead zusammen mit den Suffrage-Führerinnen Alice Stewart Ker und Ada Flatman. Im Sommer 1910 nahm sie an zwei großen Suffrage-Veranstaltungen teil. Die erste fand wieder in Birkenhead statt. Nachdem alle lokalen Männer- und Frauenwahlrechtsvereine sowie andere Reformorganisationen wie die Independent Labour Party, die Artists' Suffrage League und die Pembroke Social Reform League mit Transparenten durch die Stadt gezogen waren, sprach Mahood auf der zweiten Rednerplattform und warb für die Unterstützung der Conciliation Bills (die ein nur sehr eingeschränktes Frauenwahlrecht zulassen sollten). Die Birkenhead News berichtete ausführlich über die Demonstration. Mahood wurde gefragt: „Wollen Frauen ins Parlament einziehen, wenn sie das Wahlrecht erhalten?“ und sie antwortete: „Wenn man ein Recht bekommen hat, gibt es keinen Grund, warum wir nicht ein weiteres fordern sollten“.
Die Anführerin der Suffragetten, Flora McKinnon Drummond, war im März 1911 Gast des Wallasey-Zweigs der Women’s Social and Political Union (WSPU), als Mahood zu einer Honorary Secretary dieser Zweigstelle erklärt wurde. In diesem Jahr sprach Mahood erneut in Birkenhead über „die moralische Wirkung des Kampfes um das Wahlrecht“ und war im Mai Hauptrednerin in Southport. Mahood beteiligte sich am Boykott des Zensus von 1911; ihr Name wurde stattdessen von ihrem Sohn Ronald, bei dem sie lebte, unterschrieben. Ihr Name taucht 1912 auch erneut im Zusammenhang mit der Mission of Love auf, als ihre Unterstützung bei der „Hygiene und Bekleidung armer Kinder“ in der lokalen Presse vermerkt wurde.
Aufgrund eines gesundheitlichen Zusammenbruchs gab Mahood 1912 ihre öffentlichen Aktivitäten bei der WSPU und das aktive soziale und kirchliche Engagement auf.
Im nächsten Jahr schrieb Mahood einen langen Artikel, The Stumbling Block in English Politics, über die Sache des Frauenwahlrechts für die Zeitschrift The Forum. Außerdem führte sie die Diskussion zu verschiedenen aktuellen Anlässen der Frage des Frauenwahlrechts in vielen Letters to the Editor verschiedener Zeitungsredaktionen fort.
Während des Ersten Weltkriegs, im Jahr 1916, beantragte sie die Befreiung ihres Vorarbeiters und einzigen Angestellten in der Gärtnerei vom Militärdienst, wobei sie darauf verwies, dass ihre beiden Söhne ihre Partner im Geschäft wären und im Ausland im aktiven Dienst ständen. Die Befreiung wurde kurzzeitig bewilligt.
Mahoods Aktivitäten vom Kriegsende bis zu ihrem Tod im Jahr 1940 sind nicht bekannt; sie lebte jedoch weiterhin mit ihren Söhnen auf der Gärtnerei. Ihr Tod wurde im Ormskirk Advertiser bekannt gegeben; der Nachruf würdigte sie als Deacon der Pembroke Chapel, ihre aktive Beteiligung an der Frauenwahlrechtsbewegung und ihre regelmäßigen Artikel.

## Familie
Aus ihrer Ehe mit William Mahood gingen vier Söhne hervor: Ronald William (1862–1970), James Lionel (1884–1914), Clarence (1886–1916) und Wilfred Lawson (1888–1965).

## Würdigungen
Im Jahr 2018, zum hundertjährigen Jubiläum des Representation of the People Act 1918, wurden Mahoods Beitrag in einer Ausstellung in der Chapel Gallery in Ormskirk und viele ihrer Briefe öffentlich ausgestellt.
Vom lokalen Geschichtsverein Images of Burscough wurde mit finanzieller Unterstützung des National Lottery Heritage Fund eine Broschüre über sie erstellt und ihr zu Ehren eine Blue Plaque angebracht.
Mahoods Name befindet sich auch am Sockel einer Statue, die Mary Bamber und anderen lokalen Wahlrechtskämpferinnen im Liverpool Museum gewidmet ist.